# Zoom (album de Rachid Taha)
Pour les articles homonymes, voir Zoom (album).
Albums de Rachid Taha
Bonjour
(2009) Je suis africain
(2019)
Zoom est le neuvième album solo de Rachid Taha sorti en 2013, avec les collaborations des musiciens Mick Jones ex-The Clash, Brian Eno et Rodolphe Burger. Il a été produit par le guitariste Justin Adams qui joue aussi sur l'album. Mick Jones a également effectué une tournée avec Rachid Taha dans le cadre du projet Zoom.
Now or Never (paroles et musique d'Aaron Schroeder et Wally Gold et initialement enregistré par Elvis Presley) est un titre enregistré en duo avec Jeanne Added dont le clip vidéo a été tourné à Naples par Marc-Antoine Serra. Un clip vidéo a également été réalisé pour Voilà, voilà. 

## Liste des titres
1. Wesh (n'amal) – 4:10
2. Zoom sur Oum – 4:11
3. Jamila – 4:21
4. Now or Never (reprise d'Elvis Presley, en duo avec Jeanne Added) – 4:24
5. Fakir – 3:25
6. Ana – 3:41
7. Les Artistes – 4:12
8. Khalouni/Ya Oumri (en duo avec Chaba Fadela) – 4:29
9. Algerian tango – 5:11
10. Galbi – 3:22
11. Voilà voilà – 4:21

## Musiciens ayant participé à l'album
- Rachid Taha – chant
- Mick Jones – guitare
- Justin Adams – guitare
- Rodolphe Burger – guitare
- Billy Fuller – basse, contrebasse
- Hakim Hamadouche – luth
- Brian Eno – percussions, basse, cuivres, chœurs
- Jeanne Added – chœurs sur It's Now or Never